# Robert Willems
Robert Henri Mathilde Willems (ur. 6 maja 1935 w Lier) – belgijski piłkarz grający na pozycji defensywnego pomocnika. Był reprezentantem Belgii.

## Kariera klubowa
Swoją karierę piłkarską Willems rozpoczął w klubie Lierse SK. Swój debiut w nim w pierwszej lidze belgijskiej zaliczył w sezonie 1953/1954 i grał w nim do końca sezonu 1970/1971. Z klubem tym wywalczył mistrzostwo Belgii w sezonie 1959/1960 oraz zdobył Puchar Belgii w sezonie 1968/1969. W latach 1971–1973 grał w KFC Dessel Sport, w trzeciej lidze, w którym zakończył swoją karierę.

## Kariera reprezentacyjna
W reprezentacji Belgii Willems zadebiutował 13 kwietnia 1960 w zremisowanym 1:1 towarzyskim meczu z Chile, rozegranym w Brukseli. Od 1960 do 1965 rozegrał w kadrze narodowej 4 mecze.